# Willy Van Rompaey
Willy Antoon Jozef Van Rompaey (ur. 24 marca 1911 w Antwerpii, zm. ?) – belgijski żeglarz, dwukrotny olimpijczyk.
W regatach rozegranych podczas Letnich Igrzysk Olimpijskich 1928 wystąpił w klasie 6 metrów zajmując 5. pozycję. Załogę jachtu Ubu tworzyli również Ludovic Franck, Frits Mulder, Arthur Sneyers i Armand Fridt.
Dwadzieścia lat później także w klasie 6 metrów zajął zaś 6. lokatę. Załogę jachtu Lalage uzupełniali wówczas Ludovic Franck, Émile Hayoit, Willy Huybrechts i Hendrik Van Riel.